# Museu Rural de Salselas
O Museu Rural de Salselas é um museu localizado em Salselas, concelho de Macedo de Cavaleiros. Representa a imagem da cultura tradicional transmontana, antiga província e comunidade portuguesa.

## Criação
Fruto da ideia de Jaime António Gonçalves, mais conhecido como o escritor Antonio Cravo, emigrado em terras de França,  mobilizou a comunidade emigrante da freguesia bem com a população local para a preservação de um património que corria o risco de desaparecer.
A ideia, que nasceu em 1976, acabou por ser concretizada, tendo a população participado activamente no projecto, desde o seu empenho na construção do edifício até à doação do espólio que hoje exibe este espaço museológico rural, um projecto que representa bem o espírito comunitário.

## Localização
Situa-se na freguesia de Salselas, concelho de Macedo de Cavaleiros, e é um dos mais jovens museus do Nordeste Transmontano, tendo aberto suas portas ao público em agosto do ano 2000.
Situado no 1º piso num edifício construído de raiz, que alberga também a sede da junta de freguesia,  possui 180 m2 de área destinados ao espaço de exposição permanente, já com uma vasta colecção de objectos etnográficos. 

## Acervo
Possui uma considerável colecção de artigos, testemunhos da forte relação entre o homem e a terra, a exposição encontra-se distribuída por dezoito secções temáticas, agrupadas em dois universos: o Universo do Homem e o Universo da Sociedade Rural.
- - O primeiro, reúne objectos que permitem ao visitante uma viagem pelas ancestrais técnicas de produção da terra, em ciclos como o do pão, do vinho, do azeite ou do linho. Apresenta os ofícios tradicionais como o do alfaiate, o sapateiro, a cesteira, o barbeiro, o ferreiro ou o caldeireiro. A visita passa ainda pela religiosidade transmontana.
  - O segundo,  representa a tipificação da casa transmontana, onde foram recriadas as zonas da lareira, da cozinha e do quarto do lavrador.

Especial destaque a recriação do Cabanal do Lavrador será possível visualizar o tradicional carro de bois. Este encontra-se rodeado de inúmeras alfaias agrícolas, pois salselas, foi em tempos capital da carpintaria rural, onde eram efectuados os carros de bois, para outras localidades.
Poderá ainda visitar alguns marcos da ruralidade externos ao museu, um forno de cal e os fornos de telha, varios moinhos de água.